# Verónica Leal
Verónica Leal Balderas, née le 15 octobre 1977, est une coureuse cycliste mexicaine. Sept fois championne du Mexique, elle a été médaillée du bronze du championnat panaméricain sur route de 2009 et a représenté le Mexique aux championnats du monde de 2004, 2009, 2010, 2011, 2012 et 2014.

## Palmarès
- 2000
  - 3e du championnat du Mexique sur route
- 2001
  - 3e du championnat du Mexique du contre-la-montre
- 2004
  - 4e du championnat panaméricain du contre-la-montre
- 2008
  - 7e étape du Tour du Salvador
  - 2e du championnat du Mexique du contre-la-montre
- 2009
  -  Championne du Mexique du contre-la-montre
  -  Championne du Mexique sur route
  -  Médaillée du bronze du championnat panaméricain sur route
  - 4e du championnat panaméricain du contre-la-montre
- 2010
  -  Championne du Mexique du contre-la-montre
  -  Championne du Mexique sur route
  - 7e du championnat panaméricain du contre-la-montre
- 2011
  -  Championne du Mexique du contre-la-montre
  - Tour du Guatemala :
    - Classement général
    - 1re étape

  - 8e du championnat panaméricain du contre-la-montre
- 2012
  - 7e du championnat panaméricain du contre-la-montre
- 2013
  - 2e du championnat du Mexique du contre-la-montre
- 2014
  -  Championne du Mexique du contre-la-montre
- 2015
  - 2e du championnat du Mexique du contre-la-montre
- 2016
  -  Championne du Mexique du contre-la-montre